# Escuela Icahn de Medicina en Monte Sinaí

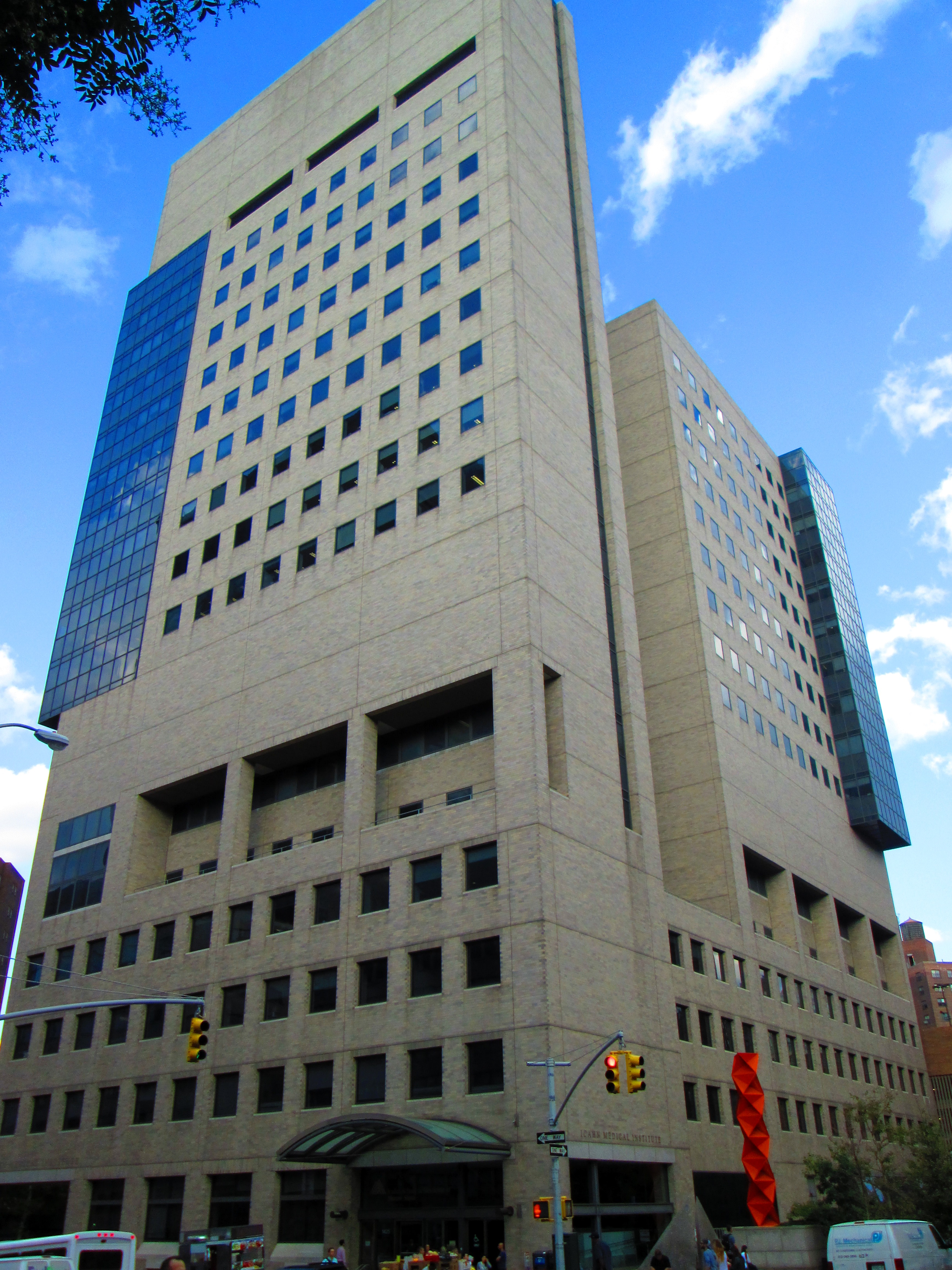
Icahn Medical Institute Mt. Sinai School of Medicine

La Escuela Icahn de Medicina en Monte Sinaí (Icahn School of Medicine at Mount Sinai) es una facultad de medicina ubicada en Nueva York, en la conocida 5.ª Avenida, en las proximidades de East Harlem. Como parte del centro médico principal de la ciudad, el Hospital Monte Sinaí, la Escuela imparte clases, fomenta cuidados médicos de calidad e impulsa la investigación médica.

## Historia
El hospital Monte Sinaí fue fundado en 1852 bajo el nombre de « Jews' Hospital in the City of Nueva York » (literalmente, Hospital judío de la ciudad de Nueva York). Pasado un siglo desde que se creara el hospital, nació la escuela de medicina dependiente del mismo. La primera propuesta oficial para establecer una escuela de medicina en el hospital Monte Sinaí partió de los administradores del hospital en enero de 1958. La filosofía de la escuela fue definida por Hans Popper, Horace Hodes, Alexander Gutman, Paul Klemperer, George Baehr, Gustave L. Levy y Alfred Stern, entre otros. Milton Steinbach fue el primer presidente de la escuela.
Las clases en la Escuela de Medicina Monte Sinaí comenzaron en 1968, y la escuela pronto se hizo conocida como una de las principales escuelas de medicina de Estados Unidos, ya que el Hospital ganó reconocimiento por sus singulares investigaciones y los avances en el tratamiento de las enfermedades. The City University of New York granted Mount Sinai's degrees. Pronto el consorcio de 11 universidades conocido como Universidad de la Ciudad de Nueva York (CUNY) y creado en 1961 otorgó los títulos de la Escuela Monte Sinaí. En efecto, en 1963, la Mount Sinai School of Medicine pasó a depender de la CUNY. Los edificios de la ISMMS fueron diseñados por el arquitecto I. M. Pei.
En 1999, la ISMMS cambió sus afiliaciones universitarias de la Universidad de la Ciudad de Nueva York (CUNY) a la Universidad de Nueva York (NYU), pero no fusionó su organización con la Escuela de Medicina de la Universidad de Nueva York. Este cambio de filiación tuvo lugar como parte de la fusión de los centros médicos Mount Sinai y NYU para crear el Centro Médico y Sistema de Salud Monte Sinaí-NYU en 1998.
El 14 de noviembre de 2012, se anuncia que la Escuela de Medicina Monte Sinaí pasaría a llamarse Escuela Icahn de Medicina en Monte Sinaí, en honor al empresario y filántropo Carl Icahn.

## Profesores
- Joshua B. Bederson, profesor de neurocirugía.[8]
- Richard Day, profesor de Pediatría, 1968-1971.[9]
- Alain Carpentier, profesor de cirugía cardiaca.

## Alumnos
- H. A. Berlin, neurologue